# 마이클 하워드

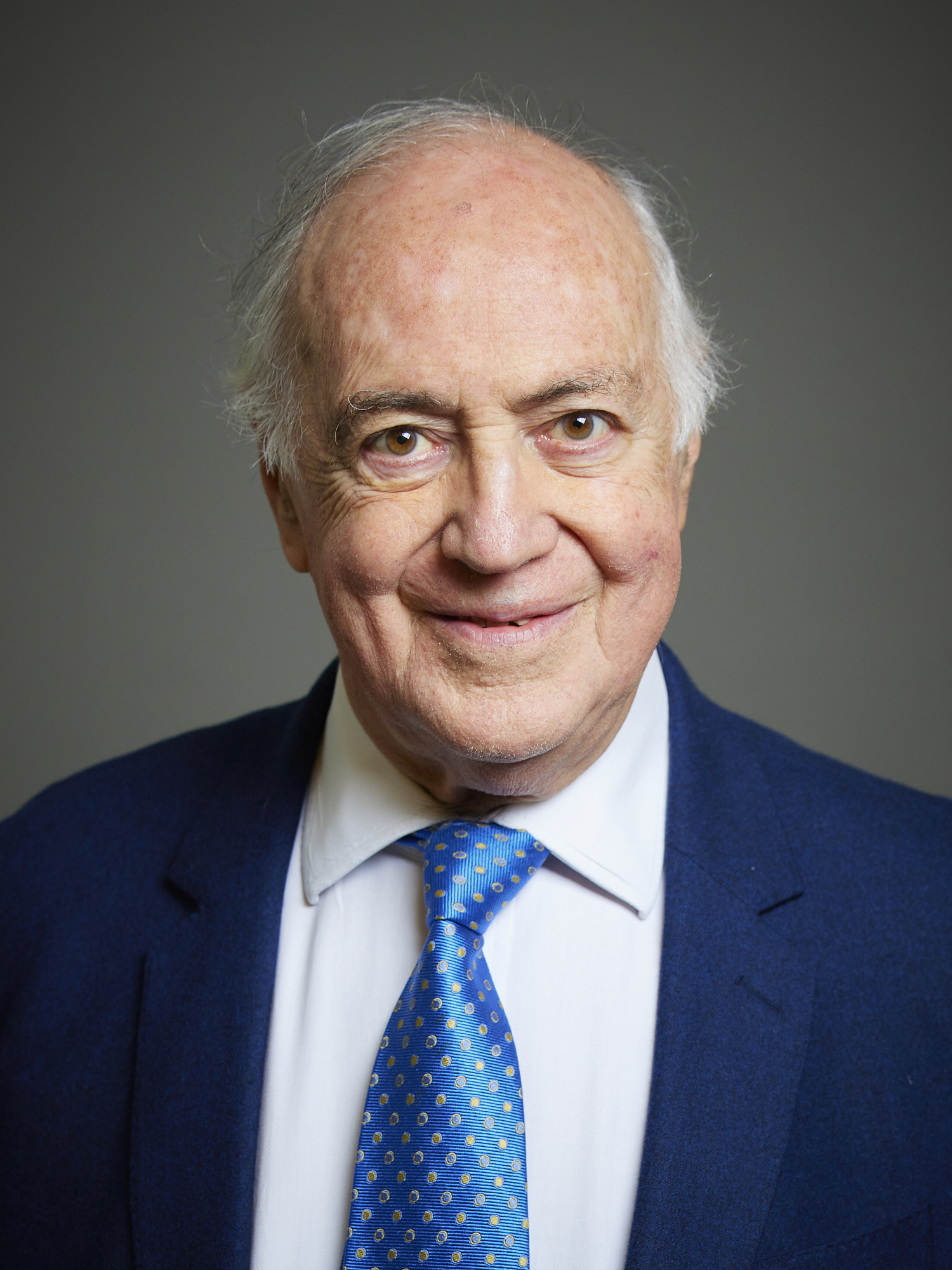

마이클 하워드(Michael Howard, 1941년 7월 7일 ~ )는 영국 정치인으로 보수당 (영국)의 대표(2003 - 2005)로 재직하였으며, 그 전에는 마거릿 대처 정부시절 내각에서 봉사하였다. 그는 보수주의 강령 총 16개항을 발표하였으며 이 강령은 좌익세력에서도 찬사를 받았다.